# Hoikkajärvi (sjö i Nurmes, Norra Karelen)
Hoikkajärvi är en sjö i kommunen Nurmes i landskapet Norra Karelen i Finland. Sjön ligger 124,1 meter över havet. Den är 18,02 meter djup. Arean är 71 hektar och strandlinjen är 5,7 kilometer lång. Sjön  ingår i Vuoksens huvudavrinningsområde.   Den ligger omkring 130 kilometer norr om Joensuu och omkring 450 kilometer nordöst om Helsingfors. 